# Natation aux Jeux olympiques d'été de 2016
Navigation
Les épreuves de natation aux Jeux olympiques d'été de 2016 ont lieu du 6 au 16 août 2016, au Centre aquatique olympique et à Fort de Copacabana à Rio de Janeiro, au Brésil. Trente-quatre finales figurent au programme de cette compétition (17 masculines et 17 féminines), soit les mêmes que lors de la précédente édition des Jeux à Londres.

## Résultats

### Hommes
| Épreuve                                  | Or | Or                 | Argent | Argent              | Bronze | Bronze             |
| ---------------------------------------- | --- | ------------------ | --- | ------------------- | --- | ------------------ |
| Nage libre                               | |                    | |                     | |                    |
| 50 m résultats détaillés                 | Anthony Ervin (USA) | 21 s 40            | Florent Manaudou (FRA) | 21 s 41             | Nathan Adrian (USA) | 21 s 49            |
| 100 m résultats détaillés                | Kyle Chalmers (AUS) | 47 s 58            | Pieter Timmers (BEL) | 47 s 80             | Nathan Adrian (USA) | 47 s 85            |
| 200 m résultats détaillés                | Sun Yang (CHN) | 1 min 44 s 65      | Chad le Clos (RSA) | 1 min 45 s 20 (RAF) | Conor Dwyer (USA) | 1 min 45 s 23      |
| 400 m résultats détaillés                | Mack Horton (AUS) | 3 min 41 s 55      | Sun Yang (CHN) | 3 min 41 s 68       | Gabriele Detti (ITA) | 3 min 43 s 49      |
| 1 500 m résultats détaillés              | Gregorio Paltrinieri (ITA) | 14 min 34 s 57     | Connor Jaeger (USA) | 14 min 39 s 48      | Gabriele Detti (ITA) | 14 min 40 s 86     |
| Dos                                      | |                    | |                     | |                    |
| 100 m résultats détaillés                | Ryan Murphy (USA) | 51 s 97 (RO)       | Xu Jiayu (CHN) | 52 s 31             | David Plummer (USA) | 52 s 40            |
| 200 m résultats détaillés                | Ryan Murphy (USA) | 1 min 53 s 62      | Mitch Larkin (AUS) | 1 min 53 s 96       | Evgeny Rylov (RUS) | 1 min 53 s 97 (RE) |
| Brasse                                   | |                    | |                     | |                    |
| 100 m résultats détaillés                | Adam Peaty (GBR) | 57 s 13 (RM)       | Cameron van der Burgh (RSA) | 58 s 69             | Cody Miller (USA) | 58 s 87 (RAM)      |
| 200 m résultats détaillés                | Dmitriy Balandin (KAZ) | 2 min 7 s 46       | Josh Prenot (USA) | 2 min 7 s 53        | Anton Chupkov (RUS) | 2 min 7 s 70       |
| Papillon                                 | |                    | |                     | |                    |
| 100 m résultats détaillés                | Joseph Schooling (SIN) | 50 s 39 (RO, RAS)  | Michael Phelps (USA) Chad le Clos (RSA) László Cseh (HUN)                                                                                          | 51 s 14             | — | —                  |
| 200 m résultats détaillés                | Michael Phelps (USA) | 1 min 53 s 36      | Masato Sakai (JPN) | 1 min 53 s 40       | Tamás Kenderesi (HUN) | 1 min 53 s 62      |
| 4 nages                                  | |                    | |                     | |                    |
| 200 m résultats détaillés                | Michael Phelps (USA) | 1 min 54 s 66      | Kōsuke Hagino (JPN) | 1 min 56 s 61       | Wang Shun (CHN) | 1 min 57 s 05      |
| 400 m résultats détaillés                | Kōsuke Hagino (JPN) | 4 min 6 s 05 (RAS) | Chase Kalisz (USA) | 4 min 6 s 75        | Daiya Seto (JPN) | 4 min 9 s 71       |
| Relais                                   | |                    | |                     | |                    |
| 4 × 100 m nage libre résultats détaillés | États-Unis Caeleb Dressel (48 s 10) Michael Phelps (47 s 12) Ryan Held (47 s 73) Nathan Adrian (46 s 97) Jimmy Feigen Blake Pieroni Anthony Ervin                   | 3 min 9 s 92       | France Mehdy Metella (48 s 08) Fabien Gilot (48 s 20) Florent Manaudou (47 s 14) Jérémy Stravius (47 s 11) Clément Mignon William Meynard          | 3 min 10 s 53       | Australie James Roberts (48 s 88) Kyle Chalmers (47 s 38) James Magnussen (48 s 11) Cameron McEvoy (47 s 00) Matthew Abood  | 3 min 11 s 37      |
| 4 × 200 m nage libre résultats détaillés | États-Unis Conor Dwyer (1 min 45 s 23) Townley Haas (1 min 44 s 12) Ryan Lochte (1 min 46 s 03) Michael Phelps (1 min 45 s 26) Clark Smith Jack Conger Gunnar Bentz | 7 min 0 s 66       | Grande-Bretagne Stephen Milne (1 min 46 s 97) Duncan Scott (1 min 45 s 05) Daniel Wallace (1 min 46 s 26) James Guy (1 min 44 s 85) Robbie Renwick | 7 min 3 s 13 (RN)   | Japon Kosuke Hagino (1 min 45 s 34) Naito Ehara (1 min 46 s 11) Yuki Kobori (1 min 45 s 71) Takeshi Matsuda (1 min 46 s 34) | 7 min 3 s 50       |
| 4 × 100 m 4 nages résultats détaillés    | États-Unis Ryan Murphy (51 s 85 WR) Cody Miller (59 s 03) Michael Phelps (50 s 33) Nathan Adrian (46 s 74) David Plummer Kevin Cordes Tom Shields Caeleb Dressel    | 3 min 27 s 95 (RO) | Grande-Bretagne Chris Walker-Hebborn (53 s 68) Adam Peaty (56 s 59) James Guy (51 s 35) Duncan Scott (47 s 62)                                     | 3 min 29 s 24 (RN)  | Australie Mitch Larkin (53 s 19) Jake Packard (58 s 84) David Morgan (51 s 18) Kyle Chalmers (46 s 72) Cameron McEvoy       | 3 min 29 s 93      |
| Eau libre                                | |                    | |                     | |                    |
| 10 km résultats détaillés                | Ferry Weertman (NED) | 1 h 52 min 59 s 08 | Spyrídon Yianniótis (GRE) | 1 h 52 min 59 s 08  | Marc-Antoine Olivier (FRA)                                                                                                  | 1 h 53 min 2 s 00  |

### Femmes
| Épreuve                                  | Or | Or                 | Argent | Argent              | Bronze | Bronze             |
| ---------------------------------------- | --- | ------------------ | --- | ------------------- | --- | ------------------ |
| Nage libre                               | |                    | |                     | |                    |
| 50 m résultats détaillés                 | Pernille Blume (DAN) | 24 s 07            | Simone Manuel (USA) | 24 s 09             | Aliaksandra Herasimenia (BLR) | 24 s 11            |
| 100 m résultats détaillés                | Simone Manuel (USA) Penny Oleksiak (CAN) | 52 s 70 (RO, RAM)  | — | —                   | Sarah Sjöström (SWE) | 52 s 99            |
| 200 m résultats détaillés                | Katie Ledecky (USA) | 1 min 53 s 73      | Sarah Sjöström (SWE) | 1 min 54 s 08       | Emma McKeon (AUS) | 1 min 54 s 92      |
| 400 m résultats détaillés                | Katie Ledecky (USA) | 3 min 56 s 46 (RM) | Jazmin Carlin (GBR) | 4 min 1 s 23        | Leah Smith (USA) | 4 min 1 s 92       |
| 800 m résultats détaillés                | Katie Ledecky (USA) | 8 min 4 s 79 (RM)  | Jazmin Carlin (GBR) | 8 min 16 s 17       | Boglárka Kapás (HUN) | 8 min 16 s 37      |
| Dos                                      | |                    | |                     | |                    |
| 100 m résultats détaillés                | Katinka Hosszú (HUN) | 58 s 45            | Kathleen Baker (USA) | 58 s 75             | Kylie Masse (CAN) Fu Yuanhui (CHN) | 58 s 76            |
| 200 m résultats détaillés                | Madeline Dirado (USA) | 2 min 5 s 99       | Katinka Hosszú (HUN) | 2 min 6 s 05        | Hilary Caldwell (CAN) | 2 min 7 s 54       |
| Brasse                                   | |                    | |                     | |                    |
| 100 m résultats détaillés                | Lilly King (USA) | 1 min 4 s 93 (RO)  | Yuliya Efimova (RUS) | 1 min 5 s 50        | Katie Meili (USA) | 1 min 5 s 69       |
| 200 m résultats détaillés                | Rie Kaneto (JPN) | 2 min 20 s 30      | Yuliya Efimova (RUS) | 2 min 21 s 97       | Shi Jinglin (CHN) | 2 min 22 s 28      |
| Papillon                                 | |                    | |                     | |                    |
| 100 m résultats détaillés                | Sarah Sjöström (SWE) | 55 s 48 (RM)       | Penny Oleksiak (CAN) | 56 s 46             | Dana Vollmer (USA) | 56 s 63            |
| 200 m résultats détaillés                | Mireia Belmonte García (ESP) | 2 min 4 s 85       | Madeline Groves (AUS) | 2 min 4 s 88        | Natsumi Hoshi (JPN) | 2 min 5 s 20       |
| 4 nages                                  | |                    | |                     | |                    |
| 200 m résultats détaillés                | Katinka Hosszú (HUN) | 2 min 6 s 58 (RO)  | Siobhan-Marie O'Connor (GBR) | 2 min 6 s 88        | Madeline Dirado (USA) | 2 min 8 s 79       |
| 400 m résultats détaillés                | Katinka Hosszú (HUN) | 4 min 26 s 36 (RM) | Madeline Dirado (USA) | 4 min 31 s 15       | Mireia Belmonte García (ESP) | 4 min 32 s 39      |
| Relais                                   | |                    | |                     | |                    |
| 4 × 100 m nage libre résultats détaillés | Australie Emma McKeon (53 s 41) Brittany Elmslie (53 s 12) Bronte Campbell (52 s 15) Cate Campbell (51 s 97) Madison Wilson                                                  | 3 min 30 s 65 (RM) | États-Unis Simone Manuel (53 s 36) Abbey Weitzeil (52 s 56) Dana Vollmer (53 s 18) Katie Ledecky (52 s 79) Amanda Weir Lia Neal Allison Schmitt               | 3 min 31 s 89 (RAM) | Canada Sandrine Mainville (53 s 86) Chantal Van Landeghem (53 s 12) Taylor Ruck (53 s 19) Penny Oleksiak (52 s 72) Michelle Williams                           | 3 min 32 s 89 (RN) |
| 4 × 200 m nage libre résultats détaillés | États-Unis Allison Schmitt (1 min 56 s 21) Leah Smith (1 min 56 s 69) Maya DiRado (1 min 56 s 39) Katie Ledecky (1 min 53 s 74) Missy Franklin Melanie Margalis Cierra Runge | 7 min 43 s 03      | Australie Leah Neale (1 min 57 s 95) Emma McKeon (1 min 54 s 64) Bronte Barratt (1 min 55 s 81) Tamsin Cook (1 min 56 s 47) Jessica Ashwood                   | 7 min 44 s 87       | Canada Katerine Savard (1 min 57 s 91) Taylor Ruck (1 min 56 s 18) Brittany MacLean (1 min 56 s 36) Penny Oleksiak (1 min 54 s 94) Kennedy Goss Emily Overholt | 7 min 45 s 39 (RN) |
| 4 × 100 m 4 nages résultats détaillés    | États-Unis Kathleen Baker (59 s 00) Lily King (1 min 5 s 70) Dana Vollmer (56 s 00) Simone Manuel (52 s 43) Olivia Smoliga Katie Meili Kelsi Worrell Abbey Weitzeil          | 3 min 53 s 13      | Australie Emily Seebohm (58 s 83) Taylor McKeown (1 min 7 s 05) Emma McKeon (56 s 95) Cate Campbell (52 s 17) Madison Wilson Madeline Groves Brittany Elmslie | 3 min 55 s 00       | Danemark Mie Nielsen (58 s 75) Rikke Møller Pedersen (1 min 6 s 62) Jeanette Ottesen (56 s 43) Pernille Blume (53 s 21)                                        | 3 min 55 s 01 (RE) |
| Eau libre                                | |                    | |                     | |                    |
| 10 km résultats détaillés                | Sharon van Rouwendaal (NED) | 1 h 56 min 32 s 10 | Rachele Bruni (ITA) | 1 h 56 min 49 s 50  | Poliana Okimoto (BRA) | 1 h 56 min 51 s 40 |

## Tableau des médailles
Légende
 *  Pays organisateur
| Rang  | Nation          | Or | Argent | Bronze | Total |
| ----- | --------------- | -- | ------ | ------ | ----- |
| 1     | États-Unis      | 16 | 8      | 9      | 33    |
| 2     | Australie       | 3  | 4      | 3      | 10    |
| 3     | Hongrie         | 3  | 2      | 2      | 7     |
| 4     | Japon           | 2  | 2      | 3      | 7     |
| 5     | Pays-Bas        | 2  | 0      | 0      | 2     |
| 6     | Grande-Bretagne | 1  | 5      | 0      | 6     |
| 7     | Chine           | 1  | 2      | 3      | 6     |
| 8     | Canada          | 1  | 1      | 4      | 6     |
| 9     | Italie          | 1  | 1      | 2      | 4     |
| 10    | Suède           | 1  | 1      | 1      | 3     |
| 11    | Danemark        | 1  | 0      | 1      | 2     |
| 11    | Espagne         | 1  | 0      | 1      | 2     |
| 13    | Kazakhstan      | 1  | 0      | 0      | 1     |
| 13    | Singapour       | 1  | 0      | 0      | 1     |
| 15    | Afrique du Sud  | 0  | 3      | 0      | 3     |
| 16    | Russie          | 0  | 2      | 2      | 4     |
| 17    | France          | 0  | 2      | 1      | 3     |
| 18    | Belgique        | 0  | 1      | 0      | 1     |
| 18    | Grèce           | 0  | 1      | 0      | 1     |
| 20    | Biélorussie     | 0  | 0      | 1      | 1     |
| 20    | Brésil*         | 0  | 0      | 1      | 1     |
| Total | Total           | 35 | 35     | 34     | 104   |